# Rudi Carrell
Rudi Carrell, nascut Rudolf Wijbrand Kesselaar, (Alkmaar, Països Baixos, 19 de desembre de 1934 — Bremen, Alemanya, 7 de juliol de 2006), va ser un artista holandès. Va treballar a Alemanya i al costat d'altres artistes com Johannes Heesters i Sylvie van der Vaart, Carrell va ser un dels holandesos de major èxit a Alemanya.
Va treballar en la televisió actuant i presentat el seu propi espectacle. El Rudi Carrell Show va començar emetent-se als Països Baixos, i després a Alemanya durant molts anys. Carrell també va ser cantant amb bastants èxits, i va actuar en moltes pel·lícules.

## Festival d'Eurovisió
Va representar els Països Baixos en el Festival de la Cançó d'Eurovisió 1960 amb la cançó "Wat een geluk" (Quina sort). Va acabar en la 12a posició de 13 i amb només 2 punts. Carrell va ser també el comentarista per a la ràdio holandesa del Festival de la Cançó d'Eurovisió 1987.

## Rudi Carrell Show
El "Rudi Carrell Show" va tenir un èxit extraordinari a Alemanya des de 1966 fins als anys 90. El programa incloïa un apartat dedicat a la cerca de talents i va donar a conèixer a artistes pop d'Alemanya de la talla d'Alexis o Mark Keller. També interpretava números còmics.
El seu programes va ser popular fins i tot en països europeus de parla no alemanya com Eslovènia. El "Rudi Carrell Show" va ser visitat per l'espanyola Marisol l'any 1963, cantant la cançó Estando contigo.
Entre diferents temporades del "Rudi Carrell Show" va presentar altres programes com Am laufenden Band, Rudis Tagesshow, Herzblatt, Die verflixte 7 (les versions alemanya i neerlandesa respectivament d'"Un, dos, tres... responda otra vez"), i 7 Tage, 7 Köpfe.

## Humor polèmic
El 1987, el seu humor va causar un conflicte diplomàtic entre Alemanya i l'Iran amb un sketch en el qual una dona amb vel llançava la seva roba interior a algú vestit com el líder iranià Aiatol·là Khomeini. El govern iranià va respondre expulsant dos diplomàtics alemanys i tancant l'Institut Goethe a Teheran.
Un altre controvertit sketch va usar un muntatge per a mostrar al llavors canceller d'Alemanya Helmut Kohl i uns altres prominents polítics alemanys en companyia de prostitutes.
En 2002, també va provocar polèmica en dir que l'alcalde de Berlín Klaus Wowereit no podria visitar les mesquites per ser homosexual.

## Defunció
En una entrevista al novembre de 2005 el presentador va confirmar a la revista Bunte, que sofria càncer de pulmó. Moria el 7 de juliol de 2006 als 71 anys.